# Джелинек, Джозеф
Джозеф Ричард Джелинек (англ. Joseph Richard Jelinek; 26 мая 1919 года, Омаха, Небраска, США — 13 мая 1978 года, Фэрфакс, Виргиния, США) — американский военачальник, бригадный генерал Армии США. С 1973 по 1976 год занимал должность заместителя начальника Армии Национальной гвардии.

## Биография
Джозеф Ричард Джелинек родился в Омахе, штат Небраска, 26 мая 1919 года. Год учился в Крейтонском университете, в 1939 году поступил на службу в роту L 134-го пехотного полка, подразделение Армии Национальной гвардии Небраски. Джелинек был капралом, когда его подразделение было мобилизовано для обучения в преддверии вступления Соединённых Штатов во Вторую мировую войну. В 1943 году он окончил офицерскую кандидатскую школу и был произведён во вторые лейтенанты. Служил на Тихоокеанском театре военных действий в составе 32-й пехотной дивизии (на Новой Гвинее, на Филиппинах, в Японии), был награждён Бронзовой звездой, Пурпурным сердцем и Значком боевого пехотинца.
После войны Джелинек остался в Национальной гвардии, занимая командирские и штабные должности в 34-й пехотной дивизии и Армии Национальной гвардии Небраски. С 1967 по 1969 год он занимал должность начальника Управления планов, политики и программ Бюро национальной гвардии, а с 1969 по 1971 год — исполнительного директора Бюро. С 1971 по 1973 год он служил в штате Офиса министра обороны. В 1973 году он был произведён в бригадные генералы и назначен заместителем командующего Армией Национальной гвардии; эту должность он занимал до 1976 года под началом Лаверна Вебера и Чарльза Отта-младшего, вышел в отставку по состоянию здоровья. За время службы Джелинек также был награжден орденом «Легион почёта» с дубовыми листьями (во время Войны во Вьетнаме) и медалью «За выдающиеся заслуги».
В 1941 году женился на Элеонор Драйер (1921—1984), которая родила Джелинеку пятерых детей: дочь Синди и сыновей Дональда Пола, Джозефа Майкла, Стивена Ричарда и Дэвида Алана. Сам Джозеф Ричард умер 13 мая 1978 года у себя дома в Фэрфаксе, штат Виргиния, после продолжительной болезни (рак). Похоронен на Арлингтонском национальном кладбище.